# Charles Ernest Nicholson
Pour les articles homonymes, voir Nicholson.
Charles Ernest Nicholson, né en 1868 et mort le 26 février 1954 était un architecte naval britannique. Il a dessiné et construit de nombreux yachts à voile de course et de plaisance, notamment Shamrock IV et Shamrock V pour la Coupe de l'America.